# Jedes Mädchen müßte heiraten
Jedes Mädchen müßte heiraten ist eine US-amerikanische Filmkomödie aus dem Jahr 1948 von Don Hartman mit Cary Grant, Franchot Tone, Diana Lynn und Betsy Drake in den Hauptrollen. Der Film wurde von RKO Radio Pictures produziert und basiert auf der Kurzgeschichte Every Girl Should Be Married von Eleanor Harris, die im Oktober 1947 im Magazin Ladies' Home Journal erschien.

## Handlung
Die Verkäuferin Anabel Sims will unbedingt heiraten und Kinder bekommen. Bei einem Gespräch mit ihrer Freundin Julie Howard bemerkt sie Dr. Madison Brown. Kurze Zeit später sieht sie ihn in dem Geschäft, in dem sie arbeitet, wieder, als er Kinderschuhe kaufen will. Anabel findet heraus, dass Madison unverheiratet und Arzt ist. Sofort meldet sie sich krank und sucht seine Praxis auf. Zu Anabels Überraschung stellt sich heraus, dass er Kinderarzt ist. Zudem ist er überzeugter Junggeselle und zeigt sich von Anabels Werben unbeeindruckt.
Anabel gibt nicht auf und will Madison eifersüchtig machen. Sie gibt sich als Sekretärin ihres Chefs, Roger Sanford, aus und reserviert einen Tisch im Restaurant Pierre's, das auch Madison regelmäßig aufsucht. Sie leiht sich ein teures Kleid aus Sandfords Sortiment und bittet Madison, unter der Vorgabe auf ihren reichen Freund zu warten, an ihren Tisch. Madison jedoch durchschaut sie und will wissen, warum sie ihn verfolgt. Schnell erklärt sie ihm, sie wolle mit seiner Hilfe Roger eifersüchtig machen, der nun unerwartet im Restaurant erscheint. Roger und Madison sind alte Freunde. Sie kann Roger ihren Plan erklären, den dieser allerdings als Täuschung interpretiert und glaubt, dass Anabel versucht ihn herumzukriegen. Er bringt sie nach Hause, aber Anabel weist seine Avancen zurück.
Am nächsten Tag sieht Anabel Madison auf der Straße und küsst den ebenfalls zufällig vorbeikommenden Roger. Ein Klatschreporter macht davon ein Foto, das am nächsten Tag in der Zeitung erscheint. Roger verdächtigt Anabel, dass sie ihn erpressen will. In der Hoffnung, dass der wohlhabende Roger in ihre Projekte investieren wird, werden der angeblichen Freundin von verschiedenen Geschäftsleuten Angebote offeriert, so z. B. ein Auto und einen Monat mietfreies Wohnen. Madison hört von seinem Masseur, seinem Friseur und seinem Zigarettenverkäufer, dass Anabel einen reichen Freund habe. Er trifft sie zufällig und erklärt ihr, dass ihr Plan nicht aufgehen werde.
Bei einer von Madison durchgeführten Veranstaltung für werdende Mütter taucht auch Anabel auf und beschuldigt ihn vor den Frauen, dass er aus Egoismus eine Heirat verweigere. Daraufhin suchen sich einige der Frauen einen anderen Arzt für ihre Kinder. Madison hat nun genug und lässt sich von Anabel zum Abendessen bei ihr einladen, die glücklich das Essen mit von Madison bevorzugten Gerichten vorbereitet. Madison erklärt ihr, dass er sie nicht liebe und sie sich besser ihrer Jugendliebe Joe zuwenden solle. Unerwartet taucht Roger auf, der mittlerweile Gefühle für Anabel entwickelt hat. Der dreifach Geschiedene macht ihr einen Antrag, den sie jedoch zurückweist. Aber sie lädt ihn zum Essen ein.
Julie sucht Madison auf und bittet ihn zu verhindern, dass Anabel in ihrer Erschütterung keinen Fehler macht. Madison besucht Anabel und fragt Roger nach seinen wahren Absichten. Plötzlich taucht Joe auf und verkündet, dass er und Anabel bald heiraten werden. Madison nimmt sie zur Seite und rät ihr, Joe nur zu heiraten, wenn sie ihn wirklich liebe. Zu seiner eigenen Überraschung macht er selber Anabel einen Antrag. Joe, der Anabels Liebe zu Madison erkennt, wünscht beiden Glück. Als Joe weg ist, erklärt er, dass er Joe als Radiomoderator Harry Proctor erkannt habe und lobt Madison für ihren Einfallsreichtum. Madison begrüßt den ankommenden Standesbeamten, den Anabel in Erwartung ihres Erfolges bestellt hat, und bespricht mit ihm und Anabel die bevorstehende Hochzeit.

## Produktion
Gedreht wurde der Film von Ende Mai bis 21. Juli 1948 in San Francisco sowie in den RKO-Studios in Hollywood.
Hauptdarsteller Cary Grant lernte Betsy Drake bei einer Theateraufführung in London kennen und war von ihrem Talent und ihrem Charme angetan. Als Drake nach Hollywood kam, arrangierte Grant Screentests für sie. Moderne Quellen besagen, dass Grant eine Neufassung von Drakes Rolle überwachte, um einige ihrer Eigenheiten einzubringen. Er konnte Drake dazu bringen, ihre Rolle wie eine junge Katharine Hepburn zu spielen.
Für RKO war der Film der lukrativste des Jahres 1948. Er brachte dem Studio einen Gewinn von 775.000 Dollar (entspricht ca. 8,2 Millionen Dollar 2019) ein.

## Stab und Besetzung
Albert S. D’Agostino und Carroll Clark waren die Art Directors, Darrell Silvera und William Stevens die Szenenbildner, Irene Sharaff die Kostümbildnerin. Clem Portman und Frank Sarver waren für den Ton verantwortlich. Musikalischer Direktor war Constantin Bakaleinikoff.
In kleinen nicht im Abspann erwähnten Nebenrollen traten Eddie Albert (als Joe), Claire Du Brey, Bess Flowers, Johnny Indrisano, Selmer Jackson und Anne Nagel auf. Einen Cameo-Auftritt als Straßenfotograf hatte Arthur Fellig.
Betsy Drake gab ihr Filmdebüt.

## Synchronisation
Das Dialogbuch der deutschen Synchronfassung schrieb Ruth Schiemann-König, die Dialogregie führte Josef Wolf.
| Rolle                  | Schauspieler   | Deutscher Synchronsprecher |
| ---------------------- | -------------- | -------------------------- |
| Dr. Madison Brown      | Cary Grant     | Curt Ackermann             |
| Roger Sanford          | Franchot Tone  | Ernst Fritz Fürbringer     |
| Anabel Sims            | Betsy Drake    | Tina Eilers                |
| Mr. Spitzer            | Alan Mowbray   | Ulrich Folkmar             |
| Sam McNutt             | Richard Gaines | Richard Münch              |
| Harry                  | Chick Chandler | Wolfgang Preiss            |
| Harry Proctor/Joe      | Eddie Albert   | John Pauls-Harding         |
| Versicherungsvertreter | James Griffith | Anton Reimer               |

Anmerkung: Die kursiv geschriebenen Namen sind Rollen und Darsteller, die nicht im Abspann erwähnt wurden.

## Veröffentlichung
Die Premiere des Films fand am 25. Dezember 1948 statt. In der Bundesrepublik Deutschland kam er am 23. Dezember 1949 in die Kinos, in Österreich am 20. Januar 1950 unter dem Titel Was jedes Mädchen möchte.

## Kritiken
Das Lexikon des internationalen Films schrieb: „Viel Geschwätz und wenig Geist in einer durchschnittlich inszenierten Komödie.“
Die Filmzeitschrift Cinema befand: „Komödien-Leichtgewicht ohne viel Esprit.“
Bosley Crowther von der The New York Times nannte den Film eine ansprechende Kleinigkeit und war besonders von Betsy Drake und ihrem erfrischenden, natürlichen komödiantischen Geist angetan.

## Auszeichnungen
Stephen Morehouse Avery und Don Hartman wurden 1950 für den Writers Guild of America Award in der Kategorie Best Written American Comedy nominiert.